# Ansells Graumull
Ansells Graumull (Fukomys anselli, Syn.: Cryptomys anselli) ist eine Art der Graumulle (Fukomys) innerhalb der Sandgräber (Bathyergidae), die vor allem an die unterirdische und grabende Lebensweise angepasst ist. Die Art kommt in Subsahara-Afrika vor und wurde bislang vor allem aus der Region um Lusaka in Sambia dokumentiert.

## Merkmale
Ansells Graumull ist eine kleine Graumull-Art und erreicht eine Kopf-Rumpf-Länge von etwa 10,8 bis 13,5 Zentimetern bei einem Gewicht von 65 bis 145 Gramm. Der sehr kurze Schwanz wird etwa 13,9 bis 22,5 Millimeter lang, die Hinterfußlänge beträgt 21,8 bis 25,8 Millimeter. Ein Sexualdimorphismus ist deutlich ausgeprägt, Weibchen und Männchen unterscheiden sich hinsichtlich ihrer Körpergröße und der Anatomie des Schädels. Die Rückenfärbung der Tiere ist abhängig vom Alter und Gewicht der Tiere. Die neugeborenen Jungtiere sind dunkel schiefergrau, nach der Entwöhnung werden sie grau-braun und später braun, ausgewachsene Tiere haben eine ocker-goldbraune Färbung. Auf dem Kopf besitzen die meisten Tiere einen auffälligen weißen Fleck an der Stirn. Die Weibchen besitzen 2 Paar Zitzen im Brustbereich und eines in der Lende, insgesamt also 6 Zitzen.
Die Schädellänge beträgt 29 bis 39 Millimeter, und an der breitesten Stelle ist der Schädel 22 bis 30 Millimeter breit. Wie bei allen anderen Graumullen ist er kräftig gebaut, die Mahlzähne sind klein und einfach ausgebildet. Das Infraorbitalfenster (Foramen infraorbitale) ist bei dieser Art elliptisch und dickwandig mit einer weiten Basis. Die oberen Schneidezähne sind nicht gefurcht.
Von dem nahe verwandten Kafue-Graumull (Fukomys kafuensis) lässt sich Ansells Graumull nur schwer anatomisch unterscheiden, die beiden Arten lassen sich aber leicht anhand der Chromosomenzahl differenzieren: Ansells Graumull hat 2n = 68 Chromosomen, der Kafue-Graumull 2n = 58 Chromosomen.

## Verbreitung
Ansells Graumull ist endemisch im zentralen Sambia und wurde bislang vorwiegend im Umland der Stadt Lusaka in einem Umkreis von etwa 100 Kilometern nachgewiesen. Dabei kommt er nur nördlich und östlich des Kafue und nicht in dessen direkter Umgebung vor.

## Lebensweise

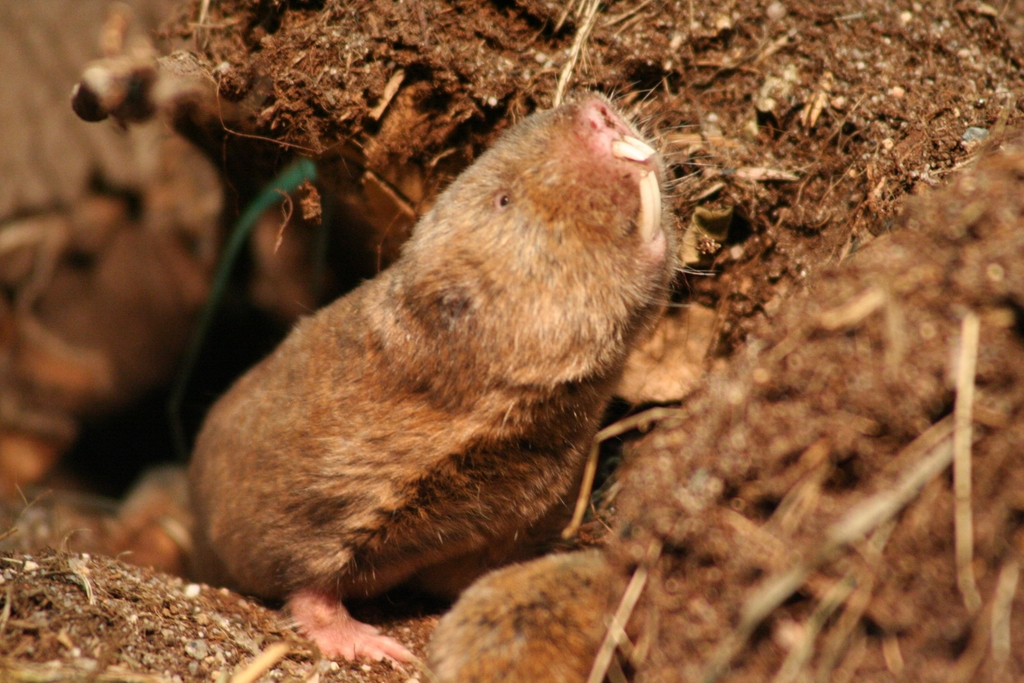
Ansells Graumull im Zoo Leipzig

Ansells Graumull lebt im Buschland der Savannen, in landwirtschaftlichen Flächen und auf Golfplätzen mit einer durchschnittlichen Regenmenge von 820 Millimetern pro Jahr. Die Tiere leben wie andere Graumulle unterirdisch und sozial in Kolonien. Sie sind herbivor und ernähren sich von unterirdischen Knollen, Wurzeln und anderen Pflanzenteilen. Die Kolonien bestehen aus Familiengruppen von 2 bis 25 und durchschnittlich 12 Individuen, nach anderen Angaben aus 13 oder 6 bis 16 und durchschnittlich 9 Individuen mit einer Geschlechterverteilung mit leichter Überzahl der Weibchen (1,2:1). Die Kolonien können eine sehr große Flächenausdehnung haben, und die Tunnel erreichen maximale Längen von bis zu 2,8 Kilometern Gesamtlänge, wobei die durchschnittliche Gesamtlänge bei 1,2 Kilometern liegt. Die Gangsysteme sind vor allem in der Nähe des Nestes stark verzweigt und häufig mit benachbarten Systemen anderer Kolonien durch offene Tunnel verbunden.
Die Kolonien werden in der Regel von einem reproduktiven Paar und deren Nachkommen mehrerer Jahre gebildet, selten können auch zwei reproduktive Weibchen in einer Kolonie leben. Die Nachkommen pflanzen sich nicht miteinander fort und vermeiden so Inzucht, sie helfen dem Elternpaar und der Kolonie bei der Nestpflege und der Nahrungssuche. Die Fortpflanzung erfolgt nicht saisonal (asaisonal), und in Gefangenschaft werden etwa ein bis drei Würfe pro Jahr produziert. Bei Freilanduntersuchungen konnten das gesamte Jahr über trächtige und säugende Weibchen identifiziert werden. Die Tragzeit dauert etwa 84 bis 112, durchschnittlich 92 Tage, und die Anzahl der Jungtiere pro Wurf liegt zwischen einem bis fünf, im Durchschnitt zwei mit einem Geburtsgewicht von 5,7 bis 10,7 Gramm. Die Jungtiere werden nackt und mit geschlossenen Augen geboren, das Fell wird nach acht bis zehn Tagen sichtbar, und nach etwa 23 Tagen öffnen die Tiere die Augen. Etwa zu dieser Zeit beginnen die Jungtiere auch, feste Nahrung aufzunehmen, und nach etwa 82 Tagen mit einem Gewicht von etwa 34 Gramm werden sie entwöhnt.
Fressfeinde, die sich auf Ansells Graumull spezialisiert haben, sind nicht bekannt und Ektoparasiten bislang nicht nachgewiesen. Unter den Endoparasiten ist bislang nur ein vergleichsweise seltener Befall mit dem Fadenwurm Protospirura muricola bekannt.

## Systematik
Ansells Graumull wird als eigenständige Art innerhalb der Gattung der Graumulle (Fukomys) eingeordnet, die aus zehn bis vierzehn Arten besteht. Die wissenschaftliche Erstbeschreibung stammt von einer Arbeitsgruppe um den Zoologen Hynek Burda aus dem Jahr 1999, die die Tiere vom Chainama Hills Golf Club im Norden von Lusaka als Cryptomys anselli beschrieb. Die Tiere wurden bis zu ihrer Beschreibung als eigenständige Art dem Afrikanischen Graumull (Cryptomys hottentotus (Lesson 1826)) zugeschlagen. 2006 wurde die Gattung Cryptomys anhand von molekularbiologischen Merkmalen in zwei Gattungen aufgetrennt, Ansells Graumull wurde dabei mit den meisten anderen Arten der neuen Gattung Fukomys zugeteilt.
Innerhalb der Art werden neben der Nominatform keine Unterarten unterschieden. Benannt wurde die Art nach dem britischen Zoologen William Frank Harding Ansell, der vor allem an der Säugetierfauna Sambias arbeitete.

## Status, Bedrohung und Schutz
Ansells Graumull wird von der International Union for Conservation of Nature and Natural Resources (IUCN) in der Vorwarnliste als „potenziell gefährdet“ (near threatened) eingeordnet. Begründet wird dies durch das begrenzte Verbreitungsgebiet mit einer Fläche von deutlich weniger als 20.000 km2 sowie mit dem Rückgang ausgewachsener Individuen. Die Tiere kommen allerdings in mehr als 10 regional voneinander getrennten Gebieten vor, und das Verbreitungsgebiet ist nicht sehr stark fragmentiert. Die Bestandsrückgänge sind nicht so dramatisch, dass sie eine höhere Gefährdungsstufe rechtfertigen würden. Konkrete Bestandszahlen liegen nicht vor, im Umland von Lusaka gilt die Art jedoch als relativ häufig.

## Belege
1. ↑  Kai R. Caspar, Jacqueline Müller, Sabine Begall: Effects of Sex and breeding status on skull morphology in cooperatively breeding Ansell’s mole-rats and an appraisal of sexual dimorphism in the Bathyergidae. Froniers im Ecology and Evolution 9, 638754. doi:10.3389/fevo.2021.638754
2. 1 2 3 4 5 6 7 8 9 10 11  Nigel C. Bennett, Hynek Burda: Cryptomys anselli - Ansell's Mole-Rat In: Jonathan Kingdon, David Happold, Michael Hoffmann, Thomas Butynski, Meredith Happold und Jan Kalina (Hrsg.): Mammals of Africa Volume III. Rodents, Hares and Rabbits. Bloomsbury, London 2013, S. 649–650; ISBN 978-1-4081-2253-2.
3. 1 2 3 4 5  Hynek Burda, J. Zima, Andreas Scharff, M. Macholan, Mathias Kawalika: The karyotypes of Cryptomys anselli sp. nova and Cryptomys kafuensis sp. nova: new species of the common mole-rat from Zambia (Rodentia, Bathyergidae). In: Zeitschrift für Säugetierkunde. Jg. 64, 1999, S. 36–50. (Volltext)
4. 1 2  Jan Šklíba, Vladimír Mazoch, Hana Patzenhauerová, Ema Hrouzková, Matěj Lövy, Ondřej Kott, Radim Šumbera: A maze-lover's dream: Burrow architecture, natural history and habitat characteristics of Ansell's mole-rat (Fukomys anselli). Mammalian Biology - Zeitschrift für Säugetierkunde 77 (6), November 2012; S. 420–427. doi:10.1016/j.mambio.2012.06.004
5. 1 2 3 4  A.M. Sichilima, N.C. Bennett, C.G. Faulkes: Field Evidence for Colony Size and Aseasonality of Breeding and in Ansell's Mole-Rat, Fukomys anselli (Rodentia: Bathyergidae). African Zoology 46 (2), 2011; S. 334–339.  doi:10.3377/004.046.0212
6. ↑  Colleen M. Ingram, Hynek Burda, Rodney L. Honeycutt: Molecular phylogenetics and taxonomy of the African mole-rats, genus Cryptomys and the new genus Coetomys Gray, 1864. Molecular Phylogenetics and Evolution 31 (3), 2004; S. 997–1014. doi:10.1016/j.ympev.2003.11.004
7. ↑  Dieter Kock, Colleen M. Ingram, Lawrence J. Frabotta, Rodney L. Honeycutt, Hynek Burda: On the nomenclature of Bathyergidae and Fukomys n. gen. (Mammalia: Rodentia). Zootaxa 1142, 2006; S. 51–55.
8. 1 2  R.L. Honeycutt: Kafue Mole-rat - Fukomys kafuensis. In: Don E. Wilson, T.E. Lacher, Jr., Russell A. Mittermeier (Herausgeber): Handbook of the Mammals of the World: Lagomorphs and Rodents 1. (HMW, Band 6), Lynx Edicions, Barcelona 2016; S. 369. ISBN 978-84-941892-3-4.
9. ↑  Cryptomys anselli. In: Don E. Wilson, DeeAnn M. Reeder (Hrsg.): Mammal Species of the World. A taxonomic and geographic Reference. 2 Bände. 3. Auflage. Johns Hopkins University Press, Baltimore MD 2005, ISBN 0-8018-8221-4.
10. ↑  Bo Beolens, Michael Watkins, Michael Grayson: The Eponym Dictionary of Mammals. Johns Hopkins University Press, Baltimore MD 2009, ISBN 978-0-8018-9304-9, S. 14.
11. 1 2  Fukomys anselli in der Roten Liste gefährdeter Arten der IUCN 2015.4. Eingestellt von: F.P.D. Cotterill, S. Maree, 2008. Abgerufen am 28. April 2016.